# Confidence (Gentleman)
Confidence è il quinto album del cantante raggae tedesco Gentleman, completamente cantato in inglese. L'album è composto da venti tracce.

## Tracce
1. Send A Prayer – 3:51
2. Superior – 3:49
3. Caan Hold Us Down (feat. Barrington Levy & Daddy Rings) – 3:25
4. Intoxication – 3:29
5. New Day – 3:35
6. Be Yourself (feat. Cocoa Tea) – 3:49
7. All That You Had – 3:55
8. Life Takes More Than That – 3:03
9. Rumours – 3:21
10. Weary No More (feat. Tamika) – 3:39
11. After A Storm – 4:23
12. Unconditional Love – 3:42
13. Face Off (feat. Anthony B) – 4:24
14. Strange Things – 3:08
15. Blessing Of Jah (feat. Ras Shiloh) – 3:49
16. Church And State – 3:39
17. Lion's Den – 3:53
18. Mystic Wind (feat. Tony Rebel) – 3:51
19. For The Children – 3:19
20. No Time Like Now (feat. Jack Radics) – 3:24